# Dhiarizos
Der Dhiarizos (griechisch Διαρίζος, türkisch Diyariza), auch Diarizos ist der viertlängste Fluss Zyperns, mit einer Länge von 42 km.
Der Name Dhiarizos bezieht sich nach der vorherrschenden Version auf die beiden Arme/Wurzeln des Flusses. Dies sind die Bäche Platys und Kaminario/Finio, die sich nördlich der mittelalterlichen Brücke von Tzelefos vereinen und in den Dhiarizos fließen.

## Verlauf
Der Dhiarizos entspringt südlich der Gemeinde Gerakies im Bezirk Nikosia im Troodos-Gebirge und fließt zunächst in Richtung Süden in der Gemeinde Mylikouri, bis er auf das Gebiet vom Bezirk Paphos kommt. Hier fließt er in den Arminou-Stausee in der Gemeinde Agios Nikolaos, wonach er zunächst nach Norden und an der Grenze zum Bezirk Limassol schließlich nach Nordwesten fließt. Danach verläuft er neben der Straße F616, bis er die B1, die A1 und noch weitere kleinere Straßen unterfließt und im Nordwesten der Gemeinde Kouklia ins Mittelmeer mündet.